# Gomorrha (Fernsehserie)
Gomorrha ist eine italienische Fernsehserie, die auf dem gleichnamigen Roman des italienischen Autors Roberto Saviano aus dem Jahr 2006 basiert. Die Serie wurde 2019 um eine vierte Staffel verlängert. Die fünfte Staffel wurde ab dem 19. November 2021 in Italien veröffentlicht.

## Handlung

### Staffel 1
Pietro Savastano ist der Boss eines der mächtigsten und einflussreichsten Camorra-Clans in Neapel. Savastanos rechte Hand ist der ehrgeizige Ciro Di Marzio, einer der erfahrensten und kaltblütigsten Soldaten im Clan, welcher seit einem überlebten Erdbeben als Baby „der Unsterbliche“ genannt wird. Als Ciro in Savastanos Auftrag die Wohnung der Mutter des rivalisierenden Clan-Bosses Salvatore Conte in Brand setzt, bricht ein Krieg zwischen den beiden Familien aus, in dessen Verlauf Conte nach Spanien flieht. Ciro kümmert sich ebenfalls um Pietros unreifen Sohn Gennaro, um ihn auf die Aufgaben und Pflichten als zukünftigen Boss der Familie vorzubereiten. Gennaro wird nach einem schweren Motorradunfall ins Krankenhaus eingeliefert. Als Pietro davon erfährt, nimmt er sein Auto und fährt ins Krankenhaus. Auf dem Weg dorthin wird er von der Polizei angehalten. Bei der anschließenden Kontrolle des Wagens werden Drogen und mehrere Tausend Euro Bargeld sichergestellt, woraufhin Pietro festgenommen wird und ins Gefängnis kommt.
Die Führung des Clans übernimmt daraufhin Pietros Frau Immacolata, welche jedoch Ciro misstraut und ihren Sohn Gennaro für unfähig hält. Obwohl Pietro vom Gefängnis aus Befehle erteilt, übergeht Immacolata ihren Mann und beauftragt Ciro, nach Spanien zu reisen, wo dieser mit Salvatore Conte Einigung über einen Friedensschluss und die Geschäftsbeziehungen zwischen den Clans erzielt. Ebenso schickt sie den genesenen Gennaro in einer gefährlichen Mission nach Honduras, wo er als Pietros Nachfolger neue Drogenlieferungen organisieren soll. Nach einem langen Aufenthalt in Honduras kehrt Gennaro gereift nach Neapel zurück und ist wesentlich ernster, gewalttätiger und selbstbewusster als zuvor. Obwohl sich Gennaro für die Führung des Clans bereit fühlt, erkennen ihn die älteren Mitglieder des Savastano-Clans nicht als Boss an.
Als Gennaro einige folgenschwere Entscheidungen trifft, sich vermehrt mit jüngeren Clan-Mitgliedern umgibt und Ciro zunehmend Verantwortung entzieht, fasst Ciro den Entschluss, sich mit anderen Camorristi von der Savastano-Familie abzuspalten. Er lässt hinter dem Rücken Gennaro Savastanos einen Vertrauten von Salvatore Conte umbringen, um eine neuerliche Fehde zwischen dem Conte- und dem Savastano-Clan zu provozieren und damit die Position Gennaros zu schwächen. Pietro Savastano, dessen Gesundheitszustand sich derweil verschlechtert hat, kann aufgrund der Verlegung in ein Hochsicherheitsgefängnis (Artikel 41-bis) keine Befehle mehr erteilen. Immacolata findet heraus, dass Ciro hinter der Sabotage des Clans steckt. Als sie diesen damit konfrontiert, lässt er sie unmittelbar nach dem Treffen umbringen. Gennaro findet ebenfalls die Beweise für Ciros Verrat an der Familie. Er lässt daraufhin die mutmaßlichen Verräter im Clan töten, unter ihnen viele der älteren Mitglieder, welche immer noch Pietro Savastano ergeben sind. Ciro und Malammore, eines der treuesten Mitglieder im Savastano-Clan, können einem Attentat von Gennaros Männern jedoch entgehen.
Nach den Ermordungen verschanzt sich Gennaro in den Vele di Scampia, um den zu erwartenden Angriffen durch Ciro oder den inzwischen aus Spanien zurückgekehrten Salvatore Conte vorzubeugen. Als er durch einen von Ciro gesandten Informanten erfährt, dass dieser an einer Choraufführung seiner Tochter teilnehmen wird, schickt er seine Männer los, um ihn zu töten. Diese werden auf dem Weg dorthin jedoch von Conte und seinen Männern abgefangen und größtenteils getötet. Gennaro trifft mit einem entführten Nachbarsjungen als Familienvater getarnt alleine im Theater ein und steht Ciro gegenüber. Ciro, der seine eigene Familie als Lockvögel missbrauchte und ihn bereits erwartete, zögert nicht und schießt auf Gennaro, welcher zu Boden geht. Ciros Tochter und dessen Frau können in der Panik unverletzt entkommen.
Am Ende wird Pietro Savastano in einem gepanzerten Fahrzeug in ein anderes Gefängnis gefahren und der Wagen von maskierten Männern angegriffen. Nachdem die Angreifer Pietro Savastano befreit haben, gibt sich Malammore zu erkennen. In der letzten Szene liegt Gennaro angeschossen auf dem Boden und ist offenbar noch am Leben.

### Staffel 2
Pietro Savastano erfährt in seinem Versteck von den lebensgefährlichen Verletzungen seines Sohnes, kann aber in seiner Situation nichts für diesen tun. Nach seiner Genesung hält sich Gennaro zunächst bei seinen zentralamerikanischen Drogenlieferanten auf und organisiert die Lieferungen nach Europa, sein Vater Pietro taucht in Köln unter. Ciro übernimmt die Geschäfte der Savastanos in Neapel und bildet zusammen mit anderen lokalen Bossen eine Art Genossenschaft mit zentralem Einkauf der Drogen über Salvatore Conte, damit die Savastanos angesichts des geschlossenen Blocks nicht wieder Fuß fassen können. Das Bündnis teilt das Verkaufsgebiet der Savastanos unter sich auf und kommt überein, Konflikte gemeinsam zu lösen. Ihre Abhängigkeit von Conte als Lieferanten sorgt aber zunehmend für Unmut.
Ciro muss nun stärker für seine Sicherheit sorgen und seine Familie schützen. Seine Frau erkennt, dass Ciro ihre Tochter als Lockvogel missbrauchte und überlegt, bei der Polizei Schutz für beide zu ersuchen. Sie wird auf dem Weg zum Präsidium von einem Mann Ciros gesehen, entscheidet sich aber um und fährt wieder nach Hause. Ciro tötet sie dennoch, weil sie sich von ihm abwenden will und wegen des vermeintlichen Verrats.
Gennaro kehrt nach Europa zurück, findet in dem ebenfalls den Mafiakreisen angehörigen römischen Bauunternehmer Don Giuseppe einen Großabnehmer und fängt eine Beziehung mit dessen Tochter Azzurra an. Ein Treffen mit seinem Vater in Köln offenbart einen tiefen Bruch zwischen Vater und Sohn. Während Pietro Gennaros unbedingte Unterstützung einfordert, um Waffen zu kaufen, Rache zu nehmen und sein Revier wieder zurückzuerobern, sieht Gennaro seine Zukunft in neuen und weitaus profitableren Drogen- und Immobiliengeschäften in Rom. Als Pietro bei seinem Waffenlieferanten, einem bei der ’Ndrangheta in Ungnade gefallenen Kalabresen, das Geschäft zum Abschluss bringen möchte, geraten er und sein Sohn in einen bewaffneten Überfall. Gennaro und Pietro entkommen der Schießerei, während alle anderen Gäste des Lokals erschossen werden. Auf der Flucht vor der deutschen Polizei bringt Gennaro seinen erschöpften Vater in Sicherheit. Nach einer Nacht in einer Lagerhalle lässt sich Pietro abholen und verschwindet, ohne Abschied zu nehmen. Pietro kehrt nach Neapel zurück, Gennaro nach Rom.
In seinem Geheimversteck hält Pietro mittels der Boutiquenverkäuferin Patrizia, einer Nichte von Malammore, Kontakt zu seinen Leuten und organisiert Aktionen gegenüber den Bündnisteilnehmern, um sie zu spalten. Ciro weiß zwar, dass Pietro wieder in der Stadt ist, kann ihn jedoch nicht aufspüren. Währenddessen unterhält Salvatore Conte eine geheime Liebesbeziehung zu einer transsexuellen Sängerin. Als einer seiner Männer, ’o Mulatto, bei einem Fest Contes Geliebte grob beleidigt, wird er von Conte verletzt und gedemütigt. Ciro nützt diesen Konflikt aus, zieht Contes Männer auf seine Seite und tötet ihn mit ihrer Hilfe.
Um einen Krieg zu verhindern, trifft sich Ciro in Triest mit Gennaro. Entgegen dem Auftrag seines Vaters, Ciro zu töten, vereinbart er mit diesem, dass der Savastano-Clan einen Teilbereich erhält, aus dem sich Ciros Bündnis heraushält. Dafür dürfen die Savastanos diesen Bereich nicht verlassen. Diese Absprache passt Pietro gar nicht und er versucht von nun an, Ciros Allianz durch das Schüren interner Konflikte zu zerstören. Auch die überlebenden alten Jugendkumpels von Gennaro wie zum Beispiel ’o Track wollen sich nicht einschränken lassen und brechen die Vereinbarung. Sie wechseln nach ihrer Bestrafung zum Bündnis von Ciro.
Azzurra wird schwanger und die Hochzeit mit dem sich freuenden Gennaro wird vorbereitet. Dieser hat mit ’o Principe einen von Ciros Bündnisteilnehmer auf seine Seite gezogen. Sein Plan wird aber von seinem Vater durchkreuzt, der seinerseits das Bündnis auf seine Art brechen will und ’o Principe ins Visier nimmt. Er erschießt ’o Principe, obwohl ihm dieser seine Zusammenarbeit mit Gennaro offenbart. Nach ’o Principes Tod richtet sich der Verdacht der Bündnispartner gegen Ciros einzig übriggebliebenen alten Freund ’o Nano, der mit seiner Familie fliehen muss. In seinem Versteck wird er jedoch bald darauf vor den Augen seiner Familie von Pietros Männern erschossen.
Ciro weiß nicht, wer für den Tod seines letzten Freundes verantwortlich ist. Er verdächtigt einen oder mehrere seiner Bündnispartner, die ’o Principes Tod rächen wollten. Die Allianz zerfällt, auch Ciros bisherige Verbündete Scianel schließt sich wieder den Savastanos an, dennoch entsendet Pietro Attentäter. Sie kann zwar noch rechtzeitig fliehen, wird jedoch auf der Flucht verhaftet. Zuvor hatte sie ’o Track getötet, nachdem dieser ein fehlgeschlagenes Attentat auf ihren gerade aus der Haft entlassenen Sohn veranlasst hatte. Sie ertränkt ihn auf die gleiche Weise, wie er in der ersten Staffel ihren Bruder Zecchinetta getötet hatte. Ihr gerade aus der Haft entlassene Sohn wird aber auch ermordet.
Der nun auf sich allein gestellte Ciro, der wegen all seiner Morde, insbesondere wegen des Mordes an seiner Frau, Gewissensbisse entwickelt hat, konnte zwischenzeitlich Patrizia als Botin identifizieren und lässt sie beschatten, um Pietro aufzuspüren. Nach einer Verfolgungsjagd können sich Patrizia und Pietro rechtzeitig in Sicherheit bringen, bevor Ciro Pietros Versteck stürmt. In seiner neuen, nun offenen Residenz eröffnet Pietro Patrizia, dass es nach dem Tod seiner Frau Immacolata Zeit für eine neue Frau an seiner Seite ist, auch um eine neue Familie zu gründen. Er hat dafür die deutlich jüngere Patrizia auserwählt und sie geht die Beziehung mit ihm ein.
Auch die verbliebenen Bündnispartner werden nacheinander von Pietro liquidiert. Nun holt Pietro zum finalen Schlag gegen Ciro aus und lässt durch Malammore Ciros kleine Tochter auf dem Schulweg mitsamt ihren Beschützern töten. Ciro zerbricht an dieser Tat und verkriecht sich verzweifelt. In der Zwischenzeit hat Gennaro dafür gesorgt, dass sein Schwiegervater während der Hochzeit mit Azzurra verhaftet wird, um seine Macht nicht teilen zu müssen. Azzura duldet der Liebe und des ungeborenen Kindes wegen die Intrige gegen ihren Vater.
Pietro zitiert Gennaro, der sich seinem Vaters aber ebenso wenig wie seinem Schwiegervater unterordnen will, zu einem Treffen nach Neapel, bei dem dieser neue Anweisungen von seinem Vater entgegennehmen soll. Es wird aber angedeutet, dass in Wahrheit Malammore den für ihn abtrünnigen Sohn töten soll. Gennaro sucht in Neapel jedoch Ciro auf, dem es in seiner Trauer gleich ist, ob Gennaro ihn nun töten wird. Gennaro spricht aber mit Ciro, überreicht ihm eine Pistole und reist nach Rom zurück. Pietro wird daraufhin beim Treffpunkt am Grab seiner Frau Immacolata von Ciro, offenbar von Gennaro über Zeit und Ort des geplanten Treffens informiert, erschossen. In der Zwischenzeit wird Gennaros Sohn geboren. Auf die Frage, wie er heißen soll, nennt er den Namen Pietro.

### Staffel 3
Malammore, der nach der Tat die Leiche findet, verheimlicht zunächst den Tod von Pietro Savastano. Auch seiner Nichte und Pietros Lebensgefährtin Patrizia erzählt er nichts davon und versteckt den Leichnam im Kühlhaus einer Schlachterei. Malammore plant nun, selbst die Macht im Savastano-Clan zu übernehmen. Als Gennaro von dem Tod seines Vaters erfährt, reist er nach Neapel und organisiert eine große, aber heimlich nachts durchgeführte Beerdigung unter Beteiligung der Bewohner des Viertels. Gennaro wird bei einem Treffen von den Bossen der anderen Stadtteile davon überzeugt, das Savastano-Gebiet nicht anderen zu überlassen, sondern weiterhin selbst zu verwalten. Sie verpflichten sich, wie bisher einen Respektabstand einzuhalten und lassen sich exklusiv von Gennaro beliefern.
Malammore erfährt von Ciros Versteck und bricht mit Gennaro auf, um ihn zu töten. Nachdem Gennaro dort einen Mann erschossen hat, taucht Ciro auf, erschießt Malammore von hinten und einer von Gennaros Männer kümmert sich um Malammores Fahrer.
Gennaros Schwiegervater Don Giuseppe wird unter Hausarrest, den er im neuen Haus von Gennaros Familie verbringen soll, gestellt, nachdem er aus der Untersuchungshaft entlassen wurde. Er erkennt, dass Gennaro für seine Situation verantwortlich ist und zwingt Gennaros Vermögensverwalter, ihm zuzuarbeiten. Währenddessen arbeitet Ciro als Schleuser, Schmuggler und Handlanger für einen lokalen Verbrecherclan in Bulgarien. Er hat ein gutes Verhältnis zu seinem Boss, mit dessen Sohn vereint ihn aber eine tiefe gegenseitige Abneigung. Als dieser ihn bei einem Geschäft mit einer bedeutungslosen, von den neapolitanischen Bossen kleingehaltenen, jungen Mafiagruppe als Sündenbock auflaufen lassen will und sich der Boss, obwohl er zugibt, sich einen Sohn vom Format Ciros gewünscht zu haben, hinter seinen Sprössling stellt, erschießt Ciro beide mitsamt deren Leibwächtern. Dabei befreit er eine junge Zwangsprostituierte, die er auf seinen Weg zurück nach Neapel wieder nach Albanien bringt.
Gennaro besticht über Patrizia eine Belastungszeugin gegen Scianel, die daraufhin ihre Aussage vor Gericht zurückzieht. Scianel kommt frei und nimmt Patrizia als ihre Vertraute und Botin in Dienst. Sie vereinbaren trotz Scianels Rachegelüsten eine brüchige Zusammenarbeit. Zurück in Neapel schließt sich Ciro der kleinkriminellen Mafiagruppe an, deren Anführer Enzo, „Hochwohlgeborener“ genannt, er in Bulgarien kennengelernt hatte. Der „Hochwohlgeborene“ hat ehrgeizige Pläne, da sein Vater einst in Ungnade fiel und sein angesehener Familienclan daraufhin entmachtet wurde. Gennaro erwartet eine Drogenlieferung und erzählt seinem Vermögensverwalter von dem Schmugglerschiff. Dieser gibt diese Information an Don Giuseppe weiter, der das Schiff erfolglos durchsuchen lässt. Währenddessen empfängt Gennaro auf offener See die Drogen und erschlägt anschließend seinen durch diesen Trick überführten Vermögensverwalter mit der Uhr, welche diesem Pietro Savastano geschenkt hatte, als Schlagring.
Mit seinen letzten noch lebenden Jugendfreunden aus dem alten Savastano-Clan um o’Track fährt Gennaro zu einem Treffen. Dort wird er aber abgefangen und brutal zusammengeschlagen, seine Jugendfreunde erschossen. Sein Schwiegervater Don Giuseppe gibt sich als Verantwortlicher zu erkennen und berichtet, er habe Gennaros zentralamerikanischen Drogenkontakt töten lassen und das Geschäft nun selbst übernommen. Zudem habe er ihn bei den Finanzbehörden angezeigt, damit alle seine Vermögenswerte eingefroren würden. Er lasse ihn aber am Leben, wenn er nie mehr Neapel verließe. Seine Frau Azzurra und sein Sohn Pietro, Don Giuseppes Enkel, solle er nie wiedersehen. Nach seiner Genesung wendet sich Gennaro vom Drogenhandel ab und erschließt sich neue Geschäftsfelder im Bereich der Ausbeutung von Arbeitslosen. Er übernimmt marode Firmen, lässt die Leute schwarz für sich arbeiten und sorgt durch seine Kontakte in die Politik – er hatte in der ersten Staffel einen Bekannten als Stadtteilbürgermeister installiert, der nun für das Regionspräsidium kandidiert – für äußerst lukrative öffentliche Aufträge.
Ciro und Gennaro bauen nun als Berater im Hintergrund die kleine Mafiagruppe unter Führung von Enzo nach und nach auf und erreichen durch mehrere gut geplante gewaltsame Aktionen, dass das etablierte Bündnis der Bosse, das auch mit Don Giuseppe zusammenarbeitet, einen Teil ihres Reviers abgeben muss. Enzo erhält offiziell das Viertel, das seinem Vater auch schon vor dessen Fall in Ungnade stets verweigert wurde. Damit dieser Erfolg aber nicht der Status quo bleibt, lässt Gennaro die Schwester des „Hochwohlgeborenen“ ermorden, damit dieser aus Rache gegen das Bündnis vorgeht, welches er für den Anschlag verantwortlich macht. Bei einem versuchten Attentat auf einen der Bosse wird Enzo aber schwer verletzt und verliert ein Auge.
Scianel verrät über ihre Botin Patrizia dem Bündnis Gennaros Plan, auch, um selbst Teil des Bündnisses zu werden. Daraufhin nimmt Don Giuseppe seiner Tochter ihren Sohn Pietro weg und übergibt ihn dem Bündnis, damit dieses Gennaro nun vollkommen in der Hand hat. Dieser geht, teils aber nur zum Schein, auf alle Forderungen und Demütigungen ein und erreicht dadurch, dass sein Sohn wieder zu seiner Mutter Azzurra zurückgebracht wird. Diese empfindet ihrem Vater Don Giuseppe gegenüber blanken Hass und deutet bei heimlichen unerlaubten Telefonaten mit Gennaro an, dass ihr Vater beseitigt werden müsse.
Das Bündnis der Bosse und Don Giuseppe bieten Gennaro über Patrizia als Vermittlerin einen weiteren Handel an: Wenn er ihnen Enzo und auch Ciro ans Messer liefert, dürfe seine Familie wieder bei ihm sein. Bei der Übergabe der Geiseln verrät Gennaro den Bossen absprachegemäß deren Aufenthaltsort, die daraufhin sofort ein Killerkommando entsenden. Auf Gennaro selbst wartet am Übergabeort ein Scharfschütze. Doch Gennaro hat Ciro und Enzo den Plan verraten und einen riskanten eigenen aufgestellt. Das Killerkommando läuft in einen Hinterhalt, Patrizia tötet den Scharfschützen, Don Giuseppe wird von Ciro durch eine Sprengfalle und der auftraggebende Boss von den Überlebenden seines eigenen Killerkommandos getötet, das, vor die Wahl gestellt, sich anwerben zu lassen oder zu sterben, nun für Enzo arbeitet. Gennaro ist nun wieder mit seiner Familie vereint und hat zugleich die Macht des Bündnisses gebrochen.
Der Rest des Bündnisses sieht nur den Ausweg, Gennaro und Enzo in ihre Reihen aufzunehmen. Als Zeichen des guten Willens opfern sie Scianel, die von Patrizia erschossen wird. Patrizia hasste Scianel schon seit Jahren und hatte insgeheim die ganze Zeit für Gennaro gearbeitet. Das Gebiet des getöteten Bosses wird zwischen Gennaro und dem Hochwohlgeborenen aufgeteilt, was diesem sehr missfällt, da er mehr erwartet hatte und Gennaro als absehbar zukünftigen Oberboss nicht akzeptieren will. Er verbündet sich mit den zwei verbliebenen Bossen des Bündnisses, die ihren eigenen Mentor, den „Strategen“ töten, und lädt Gennaro und Ciro zu einer Siegesfeier auf einer Yacht ein, die als Falle dient. Unter vorgehaltener Waffe schützt Ciro Gennaro und nimmt alle Schuld, auch am Tod der Schwester Enzos, auf sich. Dieser zwingt Gennaro, Ciro zu töten, was dieser unter Tränen tut.

### Staffel 4
Gennaro gedenkt mit Enzo des Todes von Ciro Di Marzio. Aufgrund eines Versprechens, das er seiner Frau Azzurra gegeben hat, beschließt Gennaro sein Leben zu ändern. Zunächst jedoch versucht er, den Konflikt zwischen ihm und den einer weiteren Partei, den Brüdern Capaccio, zu beenden. Dies gelingt ihm mit der Familie Levante, einem Unterweltclan aus Villa Literno. Zwischen den Levantes und Gennaro besteht eine verwandtschaftliche Beziehung.
Gennaro diktiert bei einem Treffen Friedensbedingungen vor Patrizia, Enzo und Valerio, den Capaccio-Brüdern und Gerlando Levante, sowie dessen drei Söhnen Saro, Michelangelo und Francesco. Patrizia erhält die vollständige Kontrolle über Secondigliano. Diese wiederum beliefert die Drogenmärkte zu vereinbarten Preisen, ohne dass es zu einem Wettbewerb zwischen den Mitgliedern der Allianz kommt. Gennaro kündigt daraufhin seinen Rückzug an und ändert sein Leben.
Ein Jahr später erfindet sich Gennaro als Unternehmer neu und will einen zweiten Flughafen in Kampanien bauen. Dies soll mit ausschließlich legalen Mittel geschehen. Als Geschäftsführers wird Alberto Resta engagiert, zusammen mit seiner Assistentin Tiziana Palumbo. Er kauft Grundstücke und Konsortien, um das Projekt zu verwirklichen. Alberto, der Geschäftsführer von Gennaros geplanten Flughafen, wird vom Staatsanwalt vorgeladen. Infolgedessen lässt Gennaro ihn umbringen um zu vermeiden, dass Alberto einen Namen vor der Staatsanwaltschaft preisgibt. Tiziana wird neue Geschäftsführerin des Flughafens.
Patrizia entwickelt eine zunächst geheime Beziehung zu Michelangelo Levante, dem zweiten Sohn der Familie. Der Rest des Levante-Clans, mit Ausnahme seiner Schwester Grazia, ist gegen die Beziehung. Im Laufe der 4. Staffel heiratet Patrizia Michelangelo und wird von ihm schwanger. Gennaro schenkt ihr zur Hochzeit die vollständige Kontrolle über Secondigliano. 
Eine an Patrizia gerichtete Drogenlieferung wird von der Polizei abgefangen. Patrizia verspricht bei einem Treffen mit den Mitgliedern der Allianz, die nächste Lieferung auf eigene Kosten zu bezahlen. Die Capaccio-Brüder wollen jedoch eine sofortige Rückzahlung, um in einen neuen Kanal zu investieren. Später in der Staffel stellt sich heraus, dass der Levante-Clan für die Beschlagnahmung der Drogen verantwortlich ist. Patrizia soll von der Spitze des Drogengeschäfts von Secondigliano entfernt werden. Zwischen den Parteien kommt es wiederholt zu Auseinandersetzungen. Patrizia beschließt, das Drogenbusiness an ihren Mann zu übergeben, um sich nach der Geburt ihrer Tochter, sich ganz dieser zu widmen. Der Levante-Clan versucht erneut, Patrizia zu töten, indem Bomben an einem Drogenübergabeplatz deponiert werden. Patrizias Mann Michelangelo verrät Ort und Zeitpunkt der Polizei und verhindert damit den Anschlag. Patriza kommt in Haft. Nach einem weiteren, gescheiterten Mordanschlag auf sie kooperiert Patrizia mit der Staatsanwaltschaft. Auch Michelangelo bietet sich nach einem Abschiedsbesuch bei seiner Familie der Staatsanwaltschaft als Informant an.
Gennaro überfällt die Familie Levante und tötet Gerlando, seine Frau und ihre Begleitung. Die jüngere Tochter Grazia lässt er am Leben. Schließlich spürt Gennaro das Versteck von Patrizia und Michelangelo auf. Da Gennaro sich nicht sicher sein kann, welche Informationen Patriza an die Staatsanwaltschaft weitergegeben hat, tötet er sowohl Patrizia als auch Michelangelo und beginnt im Anschluss ein Leben im Untergrund.

### Staffel 5
Gennaro lebt im Stadtteil Ponticelli in einem Versteck. Den Kontakt zur Außenwelt hält er über Don Angelo („o' Maestrale“). Von hier aus versucht Gennaro, die Kontrolle über den Drogenhandel in Secondigliano wiederzuerlangen, welcher zu diesem Zeitpunkt in der Hand der Familie Levante ist. Nachdem Gennaro die verbleibenden Mitglieder der Familie Levante töten lässt, gelingt ihm dies.
Von Don Aniello, einem Verbündeten der Levantes erfährt Gennaro, dass Ciro Di Marzio noch am Leben ist und sich in Lettland befindet. Gennaro tötet Don Aniello und seinen Neffen o' Diplomato. Gennaro reist nach Riga und trifft Ciro. Nach einem kalten Wiedersehen lässt Gennaro seinen alten Freund in ein Gefängnis („Gulag“) einsperren. Die Wärter werden von Gennaro bezahlt und haben die Anweisung, Giro in der fensterlosen Zelle am Leben zu halten, ihm jedoch keinen Komfort zu bieten. Ciro gelingt die Flucht aus dem Gefängnis und er kehrt nach Neapel zurück.
Ciro reaktiviert alte Kontakt in Neapel, holt o' Pitbull vom Gefängnis ab, verbündet sich abermals mit dem Clan der Forcella (Enzo, o' Bellebuono, Ronni, 'a Golia und 'o Cantonese).
Gennaro sucht nach neuen Vertriebswegen und wendet sich an den „Gentleman“ o' Galantommo. Er bittet diesen, eine Lieferung an eine befeindete Gruppe stattdessen an ihn zu liefern. Der Gentleman lehnt die Hilfe mit dem Verweis auf seine Geschäftsethik ab. Gennaro stiehlt die Lieferung und lässt später den Gentleman töten. Darauf gelingt es Ciro, sich mit der Witwe des Gentleman zu verbünden. Enzo wird getötet und Ciro kann die Situation nutzen, um die verbleibenden Anhänger stärker auf den Kampf gegen Gennaro einzuschwören. 
Gennaro bereitet für seine Familie und sich die Flucht via Boot vor. Mittlerweile wurde Gennaro und Azzurra jedoch das Sorgerecht für den gemeinsamen Sohn entzogen. Um diesen zurückzubekommen, wird im Gegenzug der Sohn des Staatsanwalts entführt und versteckt.
O' Maestrales Frau, Donna Luciana, baut auf Anweisung von Gennaro ein Vertrauensverhältnis zu dessen Frau Azzurra auf. Als der Konflikt zwischen Gennaro und Ciro mehr und mehr zu Gunsten des „Unsterblichen“ verläuft, versucht Donna Luciana die Seiten zu wechseln. Hierzu überredet sie Azzurra dazu, Gennaro zu verlassen und mit ihrem Sohn zu flüchten. Azzurra geht jedoch nur im Schein auf den Verrat ein. Gennaro fordert Donna Lucianas Tod. Ihr Mann o' Maestrale bietet sich an dies durchzuführen. Statt jedoch seine Frau zu töten, versteckt er sie. Gennaro lässt o' Maestrale beschatten. Die beauftragten Bandenmitglieder finden heraus, dass Donna Luciana noch lebt. Statt diese Information an Gennaro weiterzuleiten erpressen sie o' Maestrale mit dieser Information. O' Maestrale wendet sich an Ciro, verrät den Ort, in welchem der entführte Sohn des Staatsanwalts versteckt ist, wird schließlich doch von Ciro getötet. 
Azzura wird von Mitarbeitern Ciros vor die Wahl gestellt, ihren Mann oder ihren Sohn zu retten. Daraufhin verabreicht sie Gennaro ein Schlafmittel und er wird einem präparierten Krankenwagen in das Hauptquartier von Ciro gebracht. 
Donna Nunzia, die Witwe des Gentleman, nimmt Azzurra zwischenzeitlich als Geisel, um ein Pfand für die Rache an Gennaro, dem Mörder ihres Mannes, zu haben. Sie weiß um den Treffpunkt zwischen Ciro und Gennaro und instruiert sechs ihrer Handlanger, an diesen Ort zu fahren. Sie vergewissert sich, dass ihre Männer wissen, was zu tun sei. Donna Nunzia fährt mit ihrer Geisel Azzurra zum Treffpunkt, gerät jedoch in einen Hinterhalt von o' Bellebuono und wird getötet. Azzurra wird zum Treffpunkt zwischen Ciro und Gennaro gebracht. Ciro beabsichtigt, Gennaro dort vor den Augen seiner Frau und seines Sohnes zu töten, lässt sich jedoch umstimmen und beschließt nun, die kleine Familie mit ihrem Boot davonkommen zu lassen. Zu diesem Zeitpunkt treffen die Männer von Donna Nunzia ein. Während Ciros Männer um o' Pitbull sich den Angreifern entgegenstellen, lassen Ciro und Gennaro Azzurra und ihren Sohn mit dem Boot ablegen. Währenddessen werden all ihre Männer nach und nach getötet. Ciro und Gennaro treten den verbliebenen Angreifern gemeinsam entgegen. Nach einem Schusswechsel, bei dem die meisten der Angreifer sterben, wird auch Gennaro tödlich getroffen. Als Ciro sich über ihn beugt, löst sich aus der Waffe eines sterbenden Angreifers eine weitere Kugel, woraufhin auch Ciro zu Boden sinkt und dort regungslos liegenbleibt. Die Schlussszene zeigt, wie Ciro und Gennaro vereint nebeneinander auf dem Boden liegen.

## Trivia
- Gomorrha wurde bereits 2008 vom Regisseur Matteo Garrone unter dem Titel Gomorrha – Reise in das Reich der Camorra verfilmt und mehrfach ausgezeichnet. Ebenso wie dieser wurde und wird die Fernsehserie häufig in Neapels Vorort Scampia gedreht, wo die heruntergekommene Hochhaussiedlung Le Vele (so genannt wegen ihrer an Segel erinnernden Silhouette) steht, oder in der Peripherie der Stadt.
- Zwischen der 4. und 5. Staffel wurde der spin-off Film L’Immortale – Der Unsterbliche gedreht. Trotz eigenständiger Handlung, welche die Geschehnisse von Ciro Di Marzio nach Staffel 3 erzählt, bildet der Film eine Brücke in der die vierte Staffel übergangen wird und als Prequel zu Staffel 5 zu sehen ist.
- Der italienische Schriftsteller und Journalist Roberto Saviano lebt seit dem Erscheinen des Romans unter Polizeischutz und hält sich und seine Familie versteckt.

„Dieses Buch hat mein Leben zerstört. Es ist wichtig zu berichten, keine Angst zu zeigen, sich nicht zum Schweigen bringen zu lassen. Aber genau so wichtig ist es, seine Straße zum Glück zu verteidigen.“

- Die von Fortunato Cerlino dargestellte Figur Pietro Savastano ist angelehnt an den Camorra-Boss Paolo Di Lauro.[2]
- Die von Salvatore Esposito dargestellte Figur Gennaro Savastano ist angelehnt an Cosimo Di Lauro – ältester Sohn von Paolo Di Lauro.[3]
- Die von Marco Palvetti dargestellte Figur Salvatore Conte ist angelehnt an den Camorra-Boss Raffaele Amato.[4]
- Die in der zweiten Staffel eingeführte Allianz von Secondigliano existiert tatsächlich und wurde Ende der 1980er Jahre gegründet.[5]
- Der in der Serie dargestellte Griff nach der Macht durch den Nachwuchs vereinzelter Camorra-Clans fand tatsächlich in verschiedenen Vierteln Neapels statt und wird fiktiv von Saviano in dessen Roman Der Clan der Kinder geschildert.[6]

## Ausstrahlung
Die Erstausstrahlung sendete der italienische Pay-TV-Anbieter Sky Italia vom 6. Mai bis 10. Juni 2014. Die deutschsprachige Erstausstrahlung war vom 10. Oktober bis 19. Dezember 2014 im Pay-TV-Sender Sky Atlantic HD zu sehen. Im deutschen Free-TV wurde Gomorrha seit dem 8. Oktober 2015 auf Arte ausgestrahlt.
Im März 2015 wurde bekannt, dass Dreharbeiten für eine zweite Staffel geplant sind.
Die zweite Staffel startete am 10. Mai 2016 im Pay-TV auf Sky Atlantic HD in Deutschland, Großbritannien und Italien.
Ebenso wurde im Mai 2016 auf einer Pressekonferenz bestätigt, dass eine dritte Staffel so gut wie fertig sei und die Serie um eine vierte Staffel erweitert wird.
Die dritte Staffel wurde vom 17. November bis zum 22. Dezember 2017 auf Sky Italia ausgestrahlt. In Deutschland lief die dritte Staffel am 6. März 2018 auf Sky Atlantic HD an.
Seit dem 29. März 2019 wurde die zwölf Episoden umfassende vierte Staffel auf Sky Italia ausgestrahlt. In Deutschland war die vierte Staffel ab dem 23. Mai 2019 auf Sky Atlantic HD zu sehen.

## Rezeption

### Kritiken

#### Erste Staffel
„In ‚Gomorrha – Die Serie‘ ist kein Platz für Mafia-Romantik, keiner für die Lust an der ästhetisch inszenierten Grausamkeit, keiner für Naherholungsgebiete in Form romantischer Nebenhandlungen und auch nicht für heroische Auflehnung. Der federführende Regisseur Stefano Sollima (‚Romanzo Criminale‘) inszeniert ein Panorama des Bösen, das zum Besten und Suggestivsten gehört, was es zurzeit im Fernsehen zu sehen gibt. Den Vergleich mit dem ‚Gomorrha‘-Film muss die Gemeinschaftsproduktion von Sky Italia, Cattleya, La 7 und Beta Film ebenso wenig scheuen wie den mit der HBO-Serie ‚The Sopranos‘.“

„Die italienische Mafiaserie ‚Gomorrha‘ liefert in grandiosen Bildern Innenansichten der neapolitanischen Verbrechensorganisation Camorra. Die Erzählung um einen aufstrebenden Mafiasoldaten zeigt uns in Deutschland, dass herausragendes europäisches Fernsehen möglich ist.“

#### Zweite Staffel
„Wie in der gerade gestarteten Netflix-Produktion ‚Marseille‘ wird in der zweiten Staffel von ‚Gomorrha‘ mustergültig gezeigt, wie sich im Serienformat mit Panoramablick die wirtschaftlichen Dynamiken im Krieg um eine Stadt nachzeichnen und sich dabei gleichzeitig ein üppiges, vielschichtiges Figurenensemble entwickeln lässt.“

#### Dritte Staffel
„Die dritte Staffel von ‚Gomorrha‘ ist der definitive Mafia-Abgesang geworden, es geht darin um den Endpunkt der Paranoia, um den absoluten Bedeutungsverlust, um die Selbstzerfleischung der Familie.“

#### Vierte Staffel
„Der Auftakt zur ‚Gomorrha‘ ist mal wieder ein Akt entfesselter Gewalt: eine Hinrichtung der Demokratie. Mit aktuellen politischen Verweisen hielt man sich bei dem Serienprojekt nach der Vorlage des Mafia-Aufklärers Roberto Saviano immer zurück – vielleicht auch deshalb, weil diese Verweise vor dem Hintergrund des stets heißlaufenden italienischen Politbetriebs bei Ausstrahlung sowieso schon veraltet wären. Trotzdem werden präzise gesellschaftliche Dynamiken und Stimmungen verhandelt.“

#### Fünfte Staffel
„«Gomorrha» macht süchtig. Das Drehbuch ist zwar weder originell, noch bieten die Figuren besondere Komplexität. […] Doch der Bogen wird immer wieder von neuem gespannt. Dabei bedienen sich die Macher gekonnt wiederkehrender Muster. Süsser wurden Abscheulichkeiten musikalisch wohl noch nie untermalt als bei unseren beiden Hauptfiguren.“

### Auszeichnungen
- 2015: Auszeichnung beim 6. Mira Award in Berlin als Beste Serie des Jahres 2014
- 2015: Golden Nymph Award in der Kategorie Best International Drama TV Series beim 55. Monte Carlo Television Festival[20]
- 2015: Golden Nymph Award für Marco D'Amore (Ciro) in der Kategorie Outstanding Actor beim 55. Monte Carlo Television Festival[20]